# Rimula
Rimula is een geslacht van weekdieren uit de klasse van de Gastropoda (slakken).

## Soorten
- Rimula aequisculpta Dall, 1927
- Rimula astricta McLean, 1970
- Rimula californiana S. S. Berry, 1964
- Rimula dorriae Pérez Farfante, 1947
- Rimula frenulata (Dall, 1889)
- Rimula leptarcis Simone & Cunha, 2014
- Rimula mexicana S. S. Berry, 1969
- Rimula pycnonema Pilsbry, 1943
- Rimula rhips Herbert & Kilburn, 1986